# جيم نيومان
جيم نيومان (بالإنجليزية: Jim Newman)‏ هو عازف جاز أمريكي، ولد في 1933.